# Institut de statistique de l'UNESCO
L'Institut de statistique de l'UNESCO (ISU) est un organisme de l'Organisation des Nations unies pour l'éducation, la science et la culture (UNESCO). Il est situé à Montréal et a été créé en 1999. Il résulte de la collaboration entre l'Université de Montréal, l'Institut national de la recherche scientifique (INRS) et l'organisme Montréal International, la candidature de la métropole québécoise fut acceptée par l'UNESCO pour l'emplacement de cet institut situé depuis 2002 sur le campus de l'Université de Montréal. Son rôle est de compiler les statistiques globales et comparables internationalement sur l'éducation, l'alphabétisation, les sciences, les technologies, la culture et les communications.

## Principaux services offerts
L'ISU compile et diffuse des statistiques concernant l'éducation, la science, la technologie, la culture et le domaine des communications. Il élabore et met en application de normes afin que les données internationales puissent être rendues comparables. Il aide les États membres de l'UNESCO à améliorer la qualité et l’analyse de leurs données. Il suit les progrès relatifs aux objectifs internationaux de développement, spécialement en ce qui concerne l’égalité homme-femme et crée de nouveaux indicateurs afin de mieux rendre compte des besoins en matière politique des pays en développement. Enfin, il fait la promotion de l’utilisation de ces statistiques dans le but d'assister la mise en place de politiques pour divers pays.

### Directeurs
- Silvia Montoya (2015)

## Publications
Cette bibliographie recense trop d'ouvrages (novembre 2017). Les ouvrages doivent être de « référence » dans le domaine du sujet de l'article. Il peut être souhaitable de les insérer dans une référence et de les enlever de la section « bibliographie ». Il peut être également utile de créer un article bibliographique spécifique.

### Articles
- À propos des estimations et prévisions sur l'alphabétisme (anglais) - by UIS Literacy Team, mai 2005 -Explaining where literacy data comes from, what they tell us and what their downfalls are.
- L'alphabétisation prise au sérieux - by Denise Lievesley et Albert Motivans, 08/09/2000 -Une étude sur le concept de l'alphabétisation dans un monde en mutation
- Making a difference: a role for the responsible international statistician - by Denise Lievesley, 2001 -The address of the President, delivered to the Royal Statistical Society on Wednesday, June 20th 2001

### Classifications et manuels
- Analphabétisme chez les adultes : Méthodes utilisées dans les estimations et les projections de 1994
- Analysis and Use of Household Survey and Census Education Data ; The Guide to the Analysis and Use of Household Survey and Census Education Data is a co-production with the United States Agency for International Development (USAID), ORC Macro, UNICEF and FASAF.
- Comprendre les données de l'ISU - FAQ
- Éducation - enquête annuelle : Manuel d'instructions pour remplir des questionnaires de l'ISU sur les statistiques de l'éducation
- Education Indicators - Technical Guidelines ; A comprehensive list of education indicators, their definition, purpose, calculation method, formula and so on.
- La CITE 97 ; Classification Internationale Type de l'Education, 1997
- Manuel d'instructions 2004 pour remplir des questionnaires de l'ISU sur les statistiques de la science et technologie
- Manuels de statistiques de science et technologie de l’Unesco (historique)
- SISDE - Système d'information statistique sur les dépenses de l'éducation - Manuel de gestion
- SISDE - Système d'information statistique sur les dépenses de l'éducation - Manuel de référence technique
- Statistiques et indicateurs des disparités entre les sexes dans l'éducation - Un guide pratique

### Documents
- Mesurer la diversité linguistique sur l’Internet
- Perspective des tendances en éducation - Analyse des indicateurs d’éducation dans le monde - par Institut de statistiques de l'Unesco
- Les Enfants non scolarisés : Mesurer l’exclusion de l’éducation primaire
- Recueil de Données Mondiales sur l'Éducation 2005 - par ISU
- Le Recueil de données mondiales sur l’éducation 2005 présente une grande variété d'indicateurs comparables sur l'éducation.
- Rapport annuel de l'ISU, 2003/2004 - par ISU
- l'Institut de statistique de l'Unesco et l'Éducation pour tous - par UIS
- Recueil de Données Mondiales sur l'Éducation 2004 - par UIS ; Recueil de Données Mondiales sur l'Éducation 2004: Statistiques comparées sur l'éducation dans le monde est le deuxième numéro d'une série annuelle de rapports statistiques mondiaux de l'Institut de statistique de l'Unesco (ISU)
- Rapport régional sur l'Asie de Sud et de l'Est - par ISU
- Actes du Colloque international sur les statistiques culturelles, Montréal, 21-23 octobre 2002 - par l'ISU et l'Institut de la statistique du Québec (Observatoire de la culture et des communications du Québec)
- Mesurer l'état et l'évolution de la société de l'information et du savoir : un défi pour les statistiques - par l'ISU
- Recueil de Données Mondiales sur l'Éducation 2003 - Statistiques comparées sur l'éducation dans le monde - par ISU
- Literacy Skills for the World of Tomorrow - Further Results from PISA 2000 - par OECD, Unesco
- Rapport régional sur les pays arabes - par ISU
- Le Financement de l'éducation – investissements et rendements - par ISU / OCDE
- The 2002 Education for All Global Monitoring Report: Is the world on track? - par EFA Monitoring Team
- Rapport du Directeur général sur l'installation de l'ISU au Canada et sur sa première année de l'activité - par ISU
- L'état de la science et de la technologie dans le monde, 1996-1997 (The State of science and technology in the world, 1996-1997) - par ISU
- International Flows of Selected Cultural Goods, 1980-98 - par l'ISU et Phillip Ramsdale
- Des enseignants pour les écoles de demain - Analyse des indicateurs de l'éducation dans le monde Édition 2001 - par ISU & OCDE
- Éducation pour tous bilan à l'an 2000 : Document statistique - par ISU
- Relations de bon voisinage : étudiants des Caraïbes suivant des études supérieures - par ISU
- Rapport annuel de l'ISU, 1999/2000 - par ISU
- 31 C5 - Programme et budget approuvés 2002-2003 - par Unesco Conférence générale
- Statistiques de l'éducation 2001 - Rapport régional sur l'Afrique sub-saharienne - par ISU
- Des faits et des chiffres 2000
- Statistiques de l'éducation 2001 - Rapport régional sur l'Amérique latine - par ISU
- Investing in Education - Analysis of the 1999 World Education Indicators - par Unesco / OECD

### Documents de travail
- Money Counts: Projecting Education Expenditures in Latin America and the Caribbean to the Year 2015 - par Laurence Wolff and Martin Gurría
- Using International Surveys of Achievement and Literacy: À View from the Outside - par Giorgina Brown and John Micklewright
- Investing in the Future: Financing the Expansion of Educational Opportunity in Latin America and the Caribbean - par Michael Bruneforth, Albert Motivans, Yanhong Zhang

### Documents périodiques
- Chiffres clés 06-05 : Journée internationale de l'alphabétisation 2005: Les femmes toujours défavorisées - par ISU
- Chiffres clés 05-05 : La parité entre les sexes au secondaire – y sommes-nous déjà? - par ISU
- Chiffres clés 04-05 : La transition vers l’enseignement secondaire - par ISU
- Chiffres clés 03-05 : Éducation pour tous 2005 - par ISU
- Chiffres clés 01-05 : L'accès à l'éducation supérieure - par ISU
- Chiffres clés 02-05 : Les étudiants à l’étranger : Éducation sans frontières - par UIS

### Périodiques
- Bulletin électronique de l'ISU no 3 - décembre 2001 - by ISU
- Bulletin électronique de l'ISU no 4 - mars 2002 - by ISU
- Bulletin électronique de l'ISU no 5 - mai 2002 - by ISU
- Science & Technologie: Bulletin ISU de Statistiques S&T no 1 - by ISU en collaboration avec INRS
- Science & Technologie: Bulletin ISU de Statistiques S&T no 2 - by Institut de statistiques de l'Unesco
- UIS Electronic Newsletter no 6 - November 2002 - by UIS
- UIS Policy Note no 1 - Primary Teachers Count: ensuring quality education for all - by Albert Motivans, UIS
- UIS Policy Note no 3 - Gender and literacy performance: Results from PISA 2000 - by Edward B. Fiske

### Questionnaires
- Alphabétisme - Questionnaires sur les statistiques d’alphabétisme et de niveau d’instruction
- Éducation - enquête annuelle : Quest2006 - La version électronique des questionnaires
- Éducation - enquête annuelle : Questionnaire supplémentaire sur les diplômés et les abandons au primaire (S).
- Éducation - enquête annuelle : Questionnaire sur les statistiques de l'éducation - préprimaire, primaire, premier et deuxième cycles de l'enseignement
- Éducation - enquête annuelle : Questionnaire sur les statistiques de l'enseignement supérieur (C)
- Éducation - enquête annuelle : Questionnaire sur les statistiques du financement et des dépenses de l'enseignement (B)
- Questionnaire 2004 sur les statistiques relatives aux sciences et technologies EN LIGNE
- Questionnaire 2004 sur les statistiques relatives aux sciences et technologies, format PDF.
- Questionnaire consultatif sur la presse
- Questionnaire consultatif sur la radio et la télédiffusion
- Questionnaire sur les statistiques de la presse en 1999 et 2000
- Questionnaire sur les statistiques de la production de livres en 1999
- Questionnaire sur les statistiques du film et du cinéma en 1998 et 1999
- Questionnaire sur les statistiques relatives aux bibliothèques – Bibliothèques d’établissements d’enseignement supérieur en 2000
- Questionnaire sur les statistiques relatives aux bibliothèques – Bibliothèques nationales, autres bibliothèques importantes non spécialisées et bibliothèques publiques en 1999
- Questionnaire sur les statistiques relatives aux musées et aux institutions assimilées en 1999